# Paectes pygmaea
Paectes pygmaea is een vlinder uit de familie van de Euteliidae. De wetenschappelijke naam van de soort is voor het eerst geldig gepubliceerd in 1818 door Hübner.